# Obrzędy wstępne
Obrzędy wstępne (łac. Ritus Initiales) – pierwsza część mszy św., poprzedzająca liturgię słowa.
Obejmują przygotowanie do sprawowania Eucharystii, której część stanowią.
W dni powszednie, w czasie adwentu i wielkiego postu (z pewnym wyjątkiem) oraz podczas mszy żałobnych opuszcza się śpiew Gloria.

## Części obrzędów wstępnych
- Śpiew na wejście,
- Pozdrowienie ołtarza,
- Znak krzyża,
- Pozdrowienie ludu,
- Akt pokuty,
- Kyrie eleison (Panie zmiłuj się nad nami),
- w niedziele (poza wielkim postem i adwentem[a][1]) oraz w święta Gloria (Chwała na wysokości Bogu),
- Kolekta.

W trakcie obrzędów wstępnych może być sprawowany sakrament pokuty i pojednania.